# 北日之出站
北日之出站（日语：／ Kita-hinode eki */?）曾是北海道旅客鐵道石北本線沿線的車站，位於日本北海道旭川市東旭川町日之出。車站編碼為A33，因使用人數不多而於2021年3月13日遭廢站。

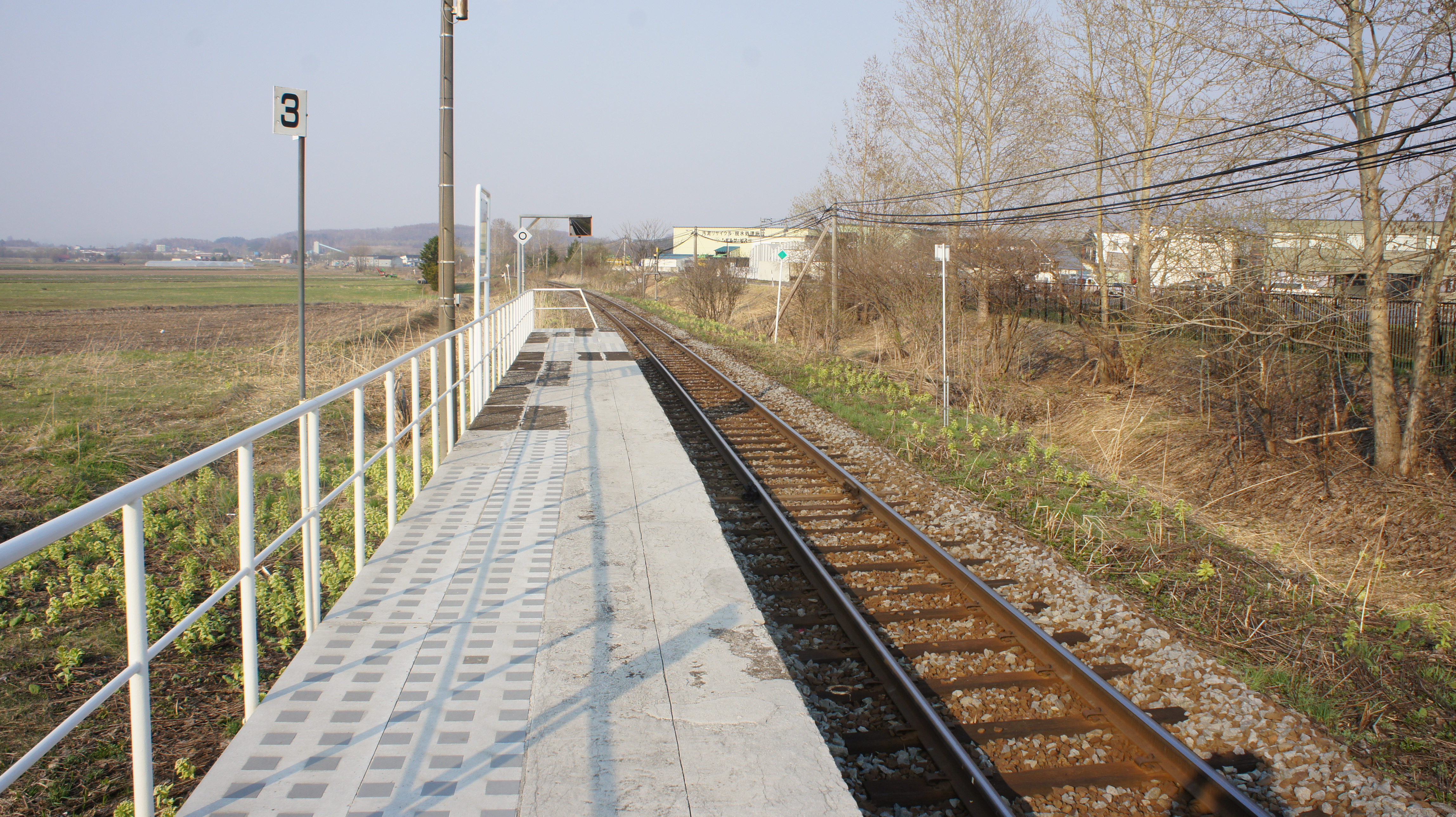
月台(2018年4月)

## 車站構造
本站曾為側式月台1面1線的地面車站。站內設有由預製組件興建的候車室。原來候車室的名稱寫上，但在2006年6月改為。站內原設有廁所及自動售票機。

## 車站周邊
- 由於鄰近工業區，車站周遭混雜著田地及倉庫等設施用地。
- 北日之出是離旭山動物園距離最近的車站，但仍須30分鐘左右的徒步行程。

## 歷史
- 1960年5月2日：日本國有鐵道之北日之出假乘降場（臨時停靠站）啟用。
- 1987年4月1日：國鐵分割民營化，本站劃歸由JR北海道繼承，並在同時升格為北日之出站。
- 2021年3月13日：因使用人數不足，廢站[1][2][3]。

## 相鄰車站
北海道旅客鐵道（JR北海道）
■石北本線
特別快速「北見」
通過
普通（一部分列車通過此站）
東旭川（A32）－北日之出（A33）－櫻岡（A34）

## 外部連結
- （日語）JR北海道 – 北日之出車站（页面存档备份，存于）
- （日語）全驛參觀之旅（页面存档备份，存于）